# Hope (マカロニえんぴつのアルバム)
『hope』（ホープ）は、日本のバンド・マカロニえんぴつのインディーズ2作目のオリジナルアルバムである。

## 概要
前作『season』から約7か月ぶりのリリースとなり、2作目となるフルアルバム作品。メジャーデビュー前にリリースされた最後のアルバムである。
シングルリリースされた楽曲とアルバム曲の他、私立恵比寿中学へ楽曲提供した「愛のレンタル」のセルフカバー、前作『season』収録の「ヤングアダルト」、ストリングスバージョンとしてリアレンジされた「⻘春と一瞬」が収録されている。2020年3月13日には『ボーイズ・ミーツ・ワールド』がアルバムから先行配信リリースされた。

## 収録内容
| 全作詞・作曲: はっとり、全編曲: マカロニえんぴつ。 |                                |          |            |
| #                                                  | タイトル                       | 作詞     | 作曲・編曲 |
| 1.                                                 | 「レモンパイ」                 | はっとり | はっとり   |
| 2.                                                 | 「遠心」                       | はっとり | はっとり   |
| 3.                                                 | 「ボーイズ・ミーツ・ワールド」 | はっとり | はっとり   |
| 4.                                                 | 「ブルーベリー・ナイツ」       | はっとり | はっとり   |
| 5.                                                 | 「hope」                       | はっとり | はっとり   |
| 6.                                                 | 「この度の恥は掻き捨て」       | はっとり | はっとり   |
| 7.                                                 | 「Supernova」                  | はっとり | はっとり   |
| 8.                                                 | 「愛のレンタル」               | はっとり | はっとり   |
| 9.                                                 | 「嘘なき」                     | はっとり | はっとり   |
| 10.                                                | 「Mr.ウォーター」              | はっとり | はっとり   |
| 11.                                                | 「たしかなことは」             | はっとり | はっとり   |
| 12.                                                | 「恋人ごっこ」                 | はっとり | はっとり   |
| 13.                                                | 「ヤングアダルト」             | はっとり | はっとり   |
| 14.                                                | 「⻘春と一瞬(Strings ver)」    | はっとり | はっとり   |

## タイアップ
| 曲順 | 曲名           | タイアップ                                              |
| ---- | -------------- | ------------------------------------------------------- |
| #7   | Supernova      | テレビ東京『びしょ濡れ探偵 水野羽衣』オープニングテーマ |
| #11  | たしかなことは | カズマ『CREO』CMソング                                  |
| #12  | 恋人ごっこ     | Honda『バイクに乗っちゃう？MUSIC FES.』タイアップソング |
| #12  | 恋人ごっこ     | Spotify テレビCMソング                                  |